# Thinohyus
Thinohyus — вимерлий рід свиновидих. Знайдений в олігоцені США (Небраска, Орегон, Південна Дакота).